# ACSI Italia Atletica
L'ACSI Italia Atletica è una società sportiva di atletica leggera di Roma, fondata nel 2012 dalla fusione di Audacia Record Atletica e ACSI Campidoglio Palatino.

## Storia
L'Audacia Record nasce il 23 maggio 1993 come Progetto Atletica; successivamente cambia denominazione passando dapprima a SAI Assicura Progetto Atletica e nel 2003 a Fondiaria-SAI Atletica, nome che ha mantenuto fino al 2010 quando è stata ridenominata Audacia Record Atletica. Negli anni si sono succeduti come presidenti i due fondatori, Laura Bertuletti ed Enrico Palleri.
L'ACSI Campidoglio Palatino nasce nel 1975 come Atletica Palatino e poi si fonde nel 1994 con il Club Atletico Campidoglio da cui nascono due club, uno maschile ed uno femminile, di cui era presidente Stefano Sestili.
A fine 2012, la fusione tra i due club con la presidenza affidata ad Enrico Palleri, la vicepresidenza a Stefano Sestili e la direzione generale a Roberto De Benedittis. Il 2 luglio 2013, viene nominato presidente Roberto De Benedittis e presidente onorario Enrico Palleri.
Nel suo palmarès la società annovera 14 scudetti tricolori assoluti, 6 scudetti under 23 e 8 presenze in Coppa dei Campioni, con la vittoria nel campionato europeo under 20 del 2011, unica società italiana riuscita nell'impresa.

## Palmarès
Campionati italiani di società assoluti
- 2002 - Pescara
- 2003 - Milano
- 2004 - Roma
- 2005 - Cesenatico
- 2006 - Busto Arsizio
- 2007 - Palermo
- 2008 - Lodi
- 2009 - Caorle
- 2010 - Borgo Valsugana
- 2011 - Sulmona
- 2012 - Modena
- 2013 - Rieti
- 2014 - Milano
- 2016 - Cinisello Balsamo

Campionati italiani di società under 23
- 2008 - Modena
- 2009 - Caravaggio (Bg)
- 2011 - Modena
- 2012 - Rieti
- 2013 - Modena
- 2014 - Torino

Campionati italiani di società allieve
- 2010 - Vicenza

Campionati europeo di società under 20
- 2011 - Castellon (Spagna)

Supercoppa italiana
- 2002
- 2003
- 2007
- 2008
- 2009
- 2010

Campionati italiani assoluti indoor
- 2001 - Torino
- 2002 - Genova
- 2003 - Genova
- 2010 - Ancona

Campionati italiani juniores indoor
- 2007 - Ancona
- 2013 - Ancona
- 2014 - Ancona

Campionati italiani allieve indoor
- 2006 - Ancona
- 2010 - Ancona
- 2011 - Ancona
- 2010 - Ancona

Campionati italiani allieve Cross
- 2014 - Novi (Vi)

Titoli italiani individuali
- 183 (ultimo Yusnesi Santiusti Caballero 800 m outdoor 2016)

## Atleti più rappresentativi
Tra gli atleti che militano nell'ACSI Italia Atletica troviamo giovani come Dariya Derkach, Sonia Malavisi, Rebecca Palandri, Flavia Nasella, Jennifer Rockwell, Eleonora Dominici e molte altre ancora.
Con il club in occasione dei campionati societari che assegnano lo scudetto tricolore gareggiano le atlete che in gran parte sono uscite dal vivaio societario e che oggi vestono le stellette, tra cui Laura Bordignon, Veronica Borsi, Sonia Malavisi, Dariya Derkach, Giulia Pennella, Teresa Di Loreto, Ilenia Draisci, Julaika Nicoletti e Veronica Inglese.
Ai Giochi olimpici di Rio de Janeiro 2016 l'ACSI Italia Atletica ha avuto 4 atlete in gara. Una con la propria maglia, Yusneysi Santiusti negli 800 m piani, tre provenienti dalla società ma tesserate con gruppi sportivi militari Dariya Derkach (Aeronautica) nel salto triplo, Veronica Inglese (Esercito) nei 10000 m piani e Sonia Malavisi (Fiamme Gialle) nel salto con l'asta.